# Louise Ipsen
Louise Ipsen, 1822, död 1905, var en dansk affärsidkare och fabrikör.  
Hon var direktör för P. Ipsens Enkes Terracottafabrik mellan 1860 och 1865–1871.
Hon blev 1871 kunglig hovleverantör, Kgl. Hof Leverandør.